# Jun Fukamachi
Jun Fukamachi (深町 純, Fukamachi Jun), né le 21 mai 1946 à Tokyo et mort le 22 novembre 2010 à Tokyo, est un claviériste de jazz fusion et joueur de synthétiseur japonais.

## Biographie
Fukamachi a joué avec The Brecker Brothers et Steve Gadd, entre autres, et publié des albums sur Polydor et Toshiba dans les années 1970 et 1980. Il meurt le 22 novembre 2010, dans sa maison à Tokyo, d'une dissection aortique.

## Œuvre
Le critique musical Masaharu Yoshioka dit de son œuvre « Si vous descendez l'autoroute à 160 km/h, ou même 80 km/h, et que la musique de Jun commence à jouer sur l'autoradio, le pare-brise devient instantanément votre propre écran de cinéma ».
En 1986, le styliste Mitsuhiro Matsuda lui commande un album pour sa marque Nicole. Cet opus, qui n'est pas commercialisé, devient vite un item rare et convoité par les amateurs de jazz et d'ambient japonais. Nicole (86 Spring And Summer Collection - Instrumental Images) est réédité et distribué en 2017 par le label Light in The Attic, qui le décrit comme semblant « venir d'un pays éthéré où Erik Satie et Art of Noise auraient vécu ensemble, une expérience d'écoute sublimement cinématographique ».